# Louis Pardoel
Ludovicus Antonius Jacobus (Louis) Pardoel (Hedel, 15 april 1932 – Oss, 24 juni 2011) was een pionier in de Nederlandse vechtsportwereld.
In de jaren 60 stond Pardoel samen met Anton Geesink en Jon Bluming aan de wieg van de judo- en Jiujitsusport en de oprichting van de Judo Bond Nederland (JJBN). Pardoel introduceerde in diezelfde periode het Shotokan karate in Nederland nadat hij regelmatig bij de Japanse karatemeesters Kaze en Kanazawa in Duitsland trainde. Door een onderling geschil met beide heren besloot Pardoel afscheid te nemen van het Shotokan karate. Hij had gehoord van een Koreaanse karatestijl die door de Koreaanse taekwondomeester Kwon Moo Gun in Venlo bij N. Hendriks werd gegeven. Wat later zou Kwon Moo Gun ook lesgeven bij Mike Haspers en Piet Schonewilligen in Gouda. Pardoel, direct onder de indruk van wat hij 'Super Karate' noemde,vertrok daarop naar Korea om les te nemen waarna hij de populaire Olympische taekwondo-sport in het Brabantse Oss introduceerde.
Sinds eind jaren 70 organiseerde hij het Open Pardoeltoernooi waaraan soms ruim 20 landen deelnamen. Het evenement groeide uit tot een van de grootste sportevenementen ter wereld op het gebied van Taekwondo. Naast de oprichting van de JJBN stond Louis Pardoel dan ook aan de wieg van de TBN (Taekwondo Bond Nederland).Hij behaalde in zijn laatste jaren de 9e dan in de Taekwondo-sport die hem als zeer uitzonderlijk honorarium werd toegekend vanuit de Kukkiwon, het Koreaanse hoofdkwartier, te Korea. In vrijwel alle gevallen worden 9e dan-graden namelijk enkel door Koreaanse meesters gedragen. Pardoel werd hiermee de hoogst onderscheiden niet-aziatische Europeaan op zijn sportgebied.
Ook was Pardoel de auteur van diverse taekwondo-literatuur en ontving naast de 'gouden speld' van de TBN ook een Koninklijke onderscheiding voor zijn grootse verdiensten in zowel binnen- en buitenland. In 2013 werd Pardoel postuum opgenomen in de CBME's Nationale Hall of Fame voor de Martial Arts.
Louis Pardoel was de vader van de bekende Osse vechtsporter Remco Pardoel.